# Wychnor Hall

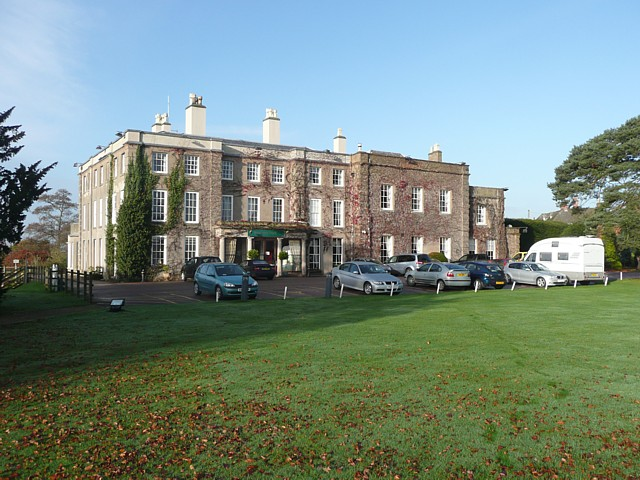
Wychnor Hall

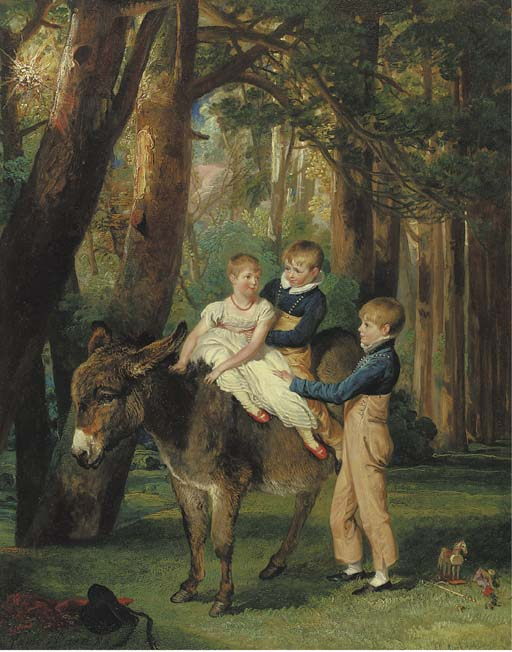
The Levett Children. John, Theophilus und Frances Levett. Porträt von James Ward, Wychnor, Staffordshire, November 1811

Wychnor Hall (oder Wychnor Park) ist ein Landhaus bei Burton-upon-Trent in der englischen Grafschaft Staffordshire. Das von English Heritage als historisches Bauwerk II. Grades gelistete Haus vom Anfang des 18. Jahrhunderts gehörte früher der Familie Levett, Nachfahren von Theophilus Levett, der Anfang des 18. Jahrhunderts Steward der Stadt Lichfield war.
Das Haus wurde in einen Country Club umgewandelt.

## Geschichte
Der Name Wychnor stammt aus dem Altenglischen und bedeutet „Dorf an einem Ufer“. Die früheste bekannte Schreibweise war Hwiccenofre. Ofre war das angelsächsische Wort für „Kante“ oder „Ufer“, Hwicce war eine Provinz, die die heutigen Grafschaften Gloucestershire, Worcestershire und einen Teil von Warwickshire umfasste. Die Bewohner wurden Hwiccas oder Hwicii genannt. Man denkt, dass einige dieser Leute sich in Wychnor niederließen und so ihrem Siedlungsort den Namen gaben.
König Jakob I. weilte angeblich 1621 und 1624 in dem Landhaus.
Das heutige Landhaus stammt aus der Zeit von Königin Anne, wurde aber Mitte des 19. Jahrhunderts umfangreich umgebaut und erweitert.
Es gibt eine Reihe kurioser Traditionen in Zusammenhang mit Wychnor, von denen zumindest eine auf Sir Philip de Somerville zurückgehen soll, dem die Grundherrschaft Wychnor 1338 gehörte: Eine Schinkenseite wurde im Landhaus aufbewahrt, die von jedem beansprucht werden konnte, der „ein Jahr und einen Tag lang verheiratet war, ohne zu streiten oder zu bereuen; und sagte, dass er/sie, wenn er/sie noch unverheiratet wäre und zu heiraten wünschte, sich für denselben Ehepartner und nicht für irgendeinen anderen in der Welt entscheiden würde“. Da es wenige Paare gab, die die Schinkenseite zu Recht beanspruchen konnten und viel Zeit zwischen diesen verging, wurde die Schinkenseite durch ein hölzernes Ebenbild ersetzt, die viele Jahrhunderte lang in dem Landhaus hing.

### Die Familie Levett
Das Landhaus war viele Jahre lang das Heim der Familie Levett (Verwandte der Levetts aus Milford Hall). Die Familie kam aus Sussex und kam Anfang des 18. Jahrhunderts aus Cheshire in Staffordshire an. Durch Heiraten mit Familie Floyer aus Hints beanspruchen die Levetts ihre Abstammung von König Eduard III. über dessen Sohn Lionel of Antwerp, 1. Duke of Clarence.
Das Vermögen der Familie stammte hauptsächlich aus ihren Kohlebergwerken in Staffordshire und Derbyshire sowie aus großem Landbesitz und Investitionen in Unternehmen des Erfinders Matthew Boulton in der Frühzeit der industriellen Revolution.
Die Levetts besaßen auch Land in Edial und Curborough (ererbt von ihren Babington-Vorfahren) sowie an anderen Stellen in Staffordshire.
Theophilus Levett war 1721–1746 Steward (Stadtbediensteter) der Stadt Lichfield und sein Enkel gleichen Namens Stadtschreiber und 1809 High Sheriff of Staffordshire. Theophilus Levett war nach Theophilus Hastings, 7. Earl of Huntingdon, benannt, dessen Gattin, die Countess of Huntingdon, Levetts Taufpatin war. Theophilus Levett starb 1839. Sein Freund, General William Dyott, Aide-de-camp von König Georg III., nahm an Levetts einfachem Begräbnis in Wychnor Hall teil und bemerkte, dass Levell „große Reichtümer seinen jüngeren Kindern mit Ausnahme seines Sohnes Arthur, dem er £ 4000 vermachte, hinterlassen hätte“.
Theophilus Levetts Sohn John Levett (Landbesitzer, Investor und zeitweise auch Mitglied der Lunar Society) war Parlamentsabgeordneter für den Wahlkreis Lichfield. Er war auch ein guter Freund von Matthew Boulton, dem frühen Erfinder sowie einer der ersten Investoren in Boultons Soho Manufactory.
Ein weiterer John Levett war 1846 High Sheriff of Staffordshire.
Theophilus John Levett, Enkel des ersten Theophilus Levett, war von 1880 bis 1885 Parlamentsabgeordneter für den Wahlkreis Lichfield.

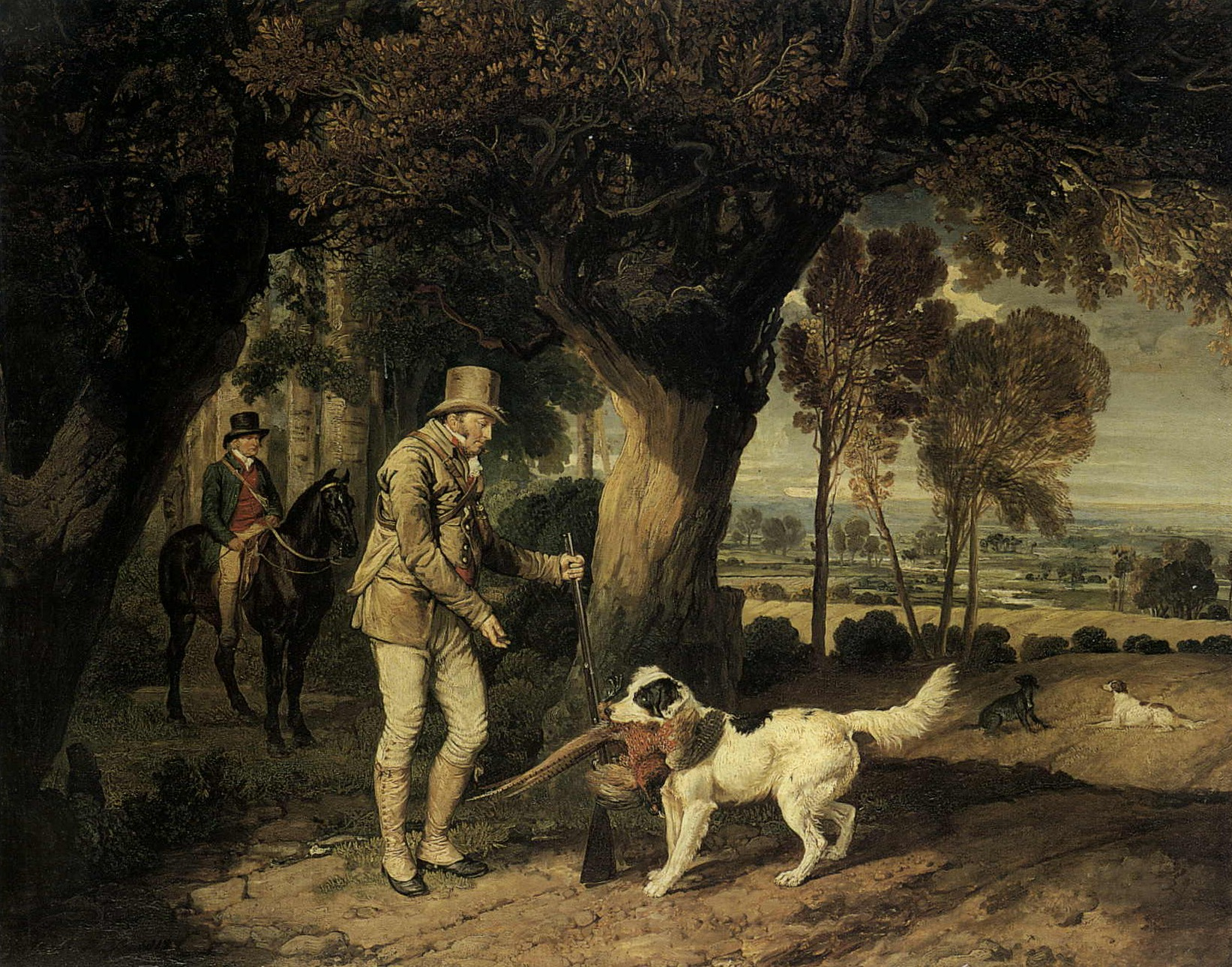
John Levett Receiving Pheasant from Retriever on His Estate at Wychnor, James Ward, R.A., 1812.

Die Familie hatte eine langdauernde Verbindung mit Samuel Johnson, den der erste Theophilus Levett zu seinen Freunden zählte und ihm Geld lieh, z. B. ein Hypothekendarlehen über £ 80 auf das Haus der Mutter von Johnson am 31. Januar 1739. Johnson schrieb häufig an Levett und später an Levetts Sohn John und bat ihn um Verlängerung versäumter Zahlungsfristen. Levett trug das Hypothekendarlehen und andere Darlehen Johnson später vor, der sie schließlich 1757 abbezahlte.
Theophilus Levett pflegte auch eine langandauernde Freundschaft mit David Garrick, einem englischen Schauspieler, Dramatiker und Freund von Samuel Johnson, der ebenfalls in Lichfield wirkte.
Viele Mitglieder der Familie Levett aus Wychnor Hall waren Absolventen der University of Oxford.
Mitglieder der Familie Levett aus Wychnor Hall heirateten über die Jahrhunderte in andere bekannte Familien in der Grafschaft ein, wodurch sich verschiedene Familienzweige bildeten. Den Levett-Prinseps, Abkömmlinge der Levetts aus Wychnor Hall z. B., gehörte früher die Croxall Hall in Derbyshire. Das lateinische Motto auf dem Wappen der Familie Levett-Prinseps lautete Non Prodigus Neque Avarus (dt.: „Weder verschwenderisch noch armselig“).
Die Levetts hatten auch Unterkünfte in Lichfield und verschiedene Straßen in der Stadt sind heute nach ihnen benannt.

### Spätere Geschichte
Die Familie Levett besaß Wychnor Hall bis 1913, dann wurde sie an Colonel W. E. Harrison verkauft. Er stammte aus einer Familie, der Bergwerke um Cannock in den West Midlands gehörte. 1976 wurde das Anwesen aufgeteilt und die Parzellen einzeln verkauft. Das Landhaus mit einem kleinen Stück Grund ging durch verschiedene Hände und wurde 1981 in den Wychnor Park Country Club umgewandelt.